# Agathosma cerefolium
Agathosma cerefolium är en vinruteväxtart som först beskrevs av Étienne Pierre Ventenat, och fick sitt nu gällande namn av Bartl. & Wendl. f. Agathosma cerefolium ingår i släktet Agathosma och familjen vinruteväxter. Inga underarter finns listade i Catalogue of Life.